# Smida
Smida románul: Smida, falu Romániában, Erdélyben, Kolozs megyében.

## Fekvése
Felsőgyurkuca (Giurcuţa de Sus) mellett fekvő település.

## Története
Szmida románul: Smida, korábban Felsőgyurkuca (Giurcuţa de Sus) része volt, 1956 körül vált külön településsé 72 lakossal.
1966-ban 105, 1977-ben 84, 1992-ben 52, a 2002-es népszámláláskor pedig 61 román lakosa volt.